# Legenda (album)
Legenda (sau Legenda 2016) este primul album al supergrupului Pasărea Rock, înființat în anul 2014 de Mircea Baniciu, Josef Kappl și Ovidiu Lipan Țăndărică. Albumul a apărut prin intermediul casei de discuri Revolver Records din București, fiind lansat pe piață sub formă de CD, la data de 23 septembrie 2016. Este al treilea material discografic semnat de Pasărea Rock, după ce, în prealabil, formația a publicat două discuri promoționale: maxi-single-ul Legenda (2014) și EP-ul Călușandra (2015).

## Prezentare
Albumul propune o muzică ce îmbină sonoritățile moderne ale rock-ului cu teme culese din folclorul românesc și cel balcanic, reprezentând astfel o continuare, sub altă titulatură, a tradiției grupului Phoenix. Din punct de vedere stilistic, materialul se încadrează în genul etno rock, însă nu lipsesc diferite influențe, precum folk, hard rock, progresiv sau cele simfonice. Conține 12 melodii, adunând practic toate înregistrările de studio (cu excepția piesei „Pasărea Roc...2014”) realizate de formație pe parcursul celor doi ani și jumătate scurși de la înființare.
Majoritatea cântecelor de pe Legenda au fost publicate înainte de lansarea propriu-zisă a albumului, pe CD-uri promoționale sau ca single-uri. Astfel, „Praznic năprasnic”, primul single Pasărea Rock, lansat pe 12 februarie 2014, a fost editat pe un disc maxi-single în martie 2014, unde mai apare și piesa „Legenda” ale cărei versuri constituie o replică peste decenii la „Invocație” (ce deschide dublul LP Cantafabule). „Călușandra”, ce are la bază dansurile tradiționale românești „Călușul” și „Ciuleandra”, a fost lansată ca single pe 22 octombrie 2014, fiind urmată, în noiembrie, de „Zoreaua” și „Hora fără de hotar”. Aceste trei melodii, împreună cu „Epitaf”, au fost editate pe un disc EP apărut în ianuarie 2015. „Fagul și iedera” reprezintă o piesă-single publicată online pe 26 octombrie 2015, ce abordează subiectul dragostei shakespeariene neîmplinite din cauza societății intolerante. „Pe Argeș în jos” este piesa de titlu a operei rock Meșterul Manole (scrisă de Victor Cârcu în anii '70) și a apărut inițial sub titulatura Baniciu & Kappl, pe un maxi-single lansat în decembrie 2008. Pe coperta albumului de față, textul este atribuit greșit lui Vasile Alecsandri. În realitate, versurile aparțin baladei populare Monastirea Argeșului, culeasă de cunoscutul poet în 1874.
„Origine” este o veche piesă din repertoriul lui Mircea Baniciu, pe versuri de Ioan Alexandru. A fost înregistrată prima oară în 1979, în format mono, la Televiziunea Română, în emisiunea lui Tudor Vornicu. Alături de Baniciu (voce și chitară), imprimarea a fost făcută împreună cu Florin Ochescu (chitară electrică), Liviu Tudan (bas) și Dorel Vintilă Zaharia (tobe), adică formația Roșu și Negru. Deși compusă inițial pentru Phoenix, „Origine” a reprezentat una dintre creațiile ce au stat la baza debutului carierei solo a lui Mircea Baniciu, după plecarea din țară a colegilor săi de trupă. Piesa a fost reorchestrată și reînregistrată de Pasărea Rock, fiind publicată online pe 12 aprilie 2016. A doua preluare din repertoriul lui Baniciu este „Hanul ulciorului nesecat”, imprimată inițial tot în TVR, într-o versiune folk (doar voce și chitară acustică). A fost inclusă pe discul de debut al solistului, un EP cu patru cântece scos de Electrecord în 1979. „Hanul ulciorului nesecat” (în noua variantă), alături de „Răpirea miresei” și de compoziția instrumentală „Frescă pitorească”, nu au fost publicate anterior, apărând odată cu lansarea albumului Legenda.

## Piese
1. Legenda
2. Praznic năprasnic
3. Răpirea miresei
4. Hanul ulciorului nesecat
5. Zoreaua
6. Origine
7. Fagul și iedera
8. Pe Argeș în jos
9. Hora fără de hotar
10. Epitaf
11. Călușandra
12. Frescă pitorească

Muzică: Josef Kappl (1, 2, 3, 5, 7, 8, 9, 10, 11); Mircea Baniciu (4, 6); Nicu Patoi și Josef Kappl (12)

Versuri: Josef Kappl (1); Florin Dumitrescu (2, 3, 5, 7, 9, 10, 11); Mircea Baniciu (4); Ioan Alexandru (6); text popular cules de Vasile Alecsandri (8)

## Personal
Componența formației:
- Mircea Baniciu – solist vocal, chitară acustică (1, 2, 3, 4, 6, 7, 8, 9, 11)
- Josef Kappl – chitară bas, claviaturi, voce (1, 2, 3, 4, 5, 6, 7, 8, 9, 10, 11, 12)
- Ovidiu Lipan Țăndărică – baterie, percuție (1, 2, 3, 4, 6, 7, 9, 11, 12)
- Sorin Voinea – claviaturi, voce, programare și montaj (3, 4, 6, 7, 12)
- Nicu Patoi – chitară electrică și semiacustică (3, 4, 6, 7, 12)

Invitat special:
- Flaviu Crișan – recitativ (5, 10, 11)

Deși nu sunt menționați pe copertă, la înregistrările pieselor incluse pe acest album au mai contribuit următorii muzicieni:
- Cristi Gram – chitară electrică și acustică (1, 2, 9, 11)
- Teo Boar – chitară electrică și acustică (1, 2)
- Vlady Cnejevici – claviaturi (1, 2)
- Marius Bațu – double-six, voce (1, 2)
- Mani Neumann – vioară (1, 2); blockflöte sopran (8)
- Ulli Brand – chitară acustică (8)
- Marten Rolf – chitară acustică (8)
- Alex Mușat – baterie (11)

Aranjamente muzicale: Pasărea Rock. Mixaje: Sorin Voinea și Josef Kappl, studioul Belșug, București. Mastering: Cristian Varga, Audio Master Studio, New York. Grafică: Cristi Roman. Producători muzicali: Sorin Voinea și Josef Kappl. Editor: Revolver.
Piesele (1) și (2) sunt reluate de pe maxi-single-ul Legenda (2014). Piesele (5), (9), (10) și (11) sunt reluate de pe EP-ul Călușandra (2015). Piesa (8) este reluată de pe maxi-single-ul Pe Argeș în jos (2008).